# Purple Passages
Purple Passages è un album di raccolta del gruppo rock britannico Deep Purple, pubblicato solo negli Stati Uniti nel 1972.

## Tracce
Side 1
1. And the Address - 4:53
2. Hey Joe - 6:57
3. Hush - 4:20
4. Emmaretta - 2:58

Side 2
1. Chasing Shadows - 5:31
2. The Bird Has Flown - 5:30
3. Why Didn't Rosemary? - 5:00

Side 3
1. Hard Road (Wring That Neck) - 5:11
2. The Shield - 6:02
3. Mandrake Root - 6:03

Side 4
1. Kentucky Woman - 4:44
2. April - 12:03

## Formazione
- Ritchie Blackmore – chitarra
- Rod Evans – voce
- Jon Lord – organo, tastiera, voce
- Nick Simper – basso, voce
- Ian Paice – tastiera